# Partido judicial de Archidona
El partido judicial de Archidona es el partido judicial n.º 11 de la provincia de Málaga, es uno de los 85 partidos judiciales en los que se divide la comunidad autónoma de Andalucía. Fue creado con municipios anteriormente adscritos al partido judicial de Antequera. Comprende los municipios de Archidona, Cuevas Bajas, Cuevas de San Marcos, Villanueva de Algaidas, Villanueva de Tapia, Villanueva del Rosario y Villanueva del Trabuco, todos situados en la provincia de Málaga. La cabeza de partido y por tanto sede de las instituciones judiciales es Archidona.  Cuenta con un Juzgado Decano y un Juzgado de Primera Instancia e Instrucción.